# Kanzlersgrund

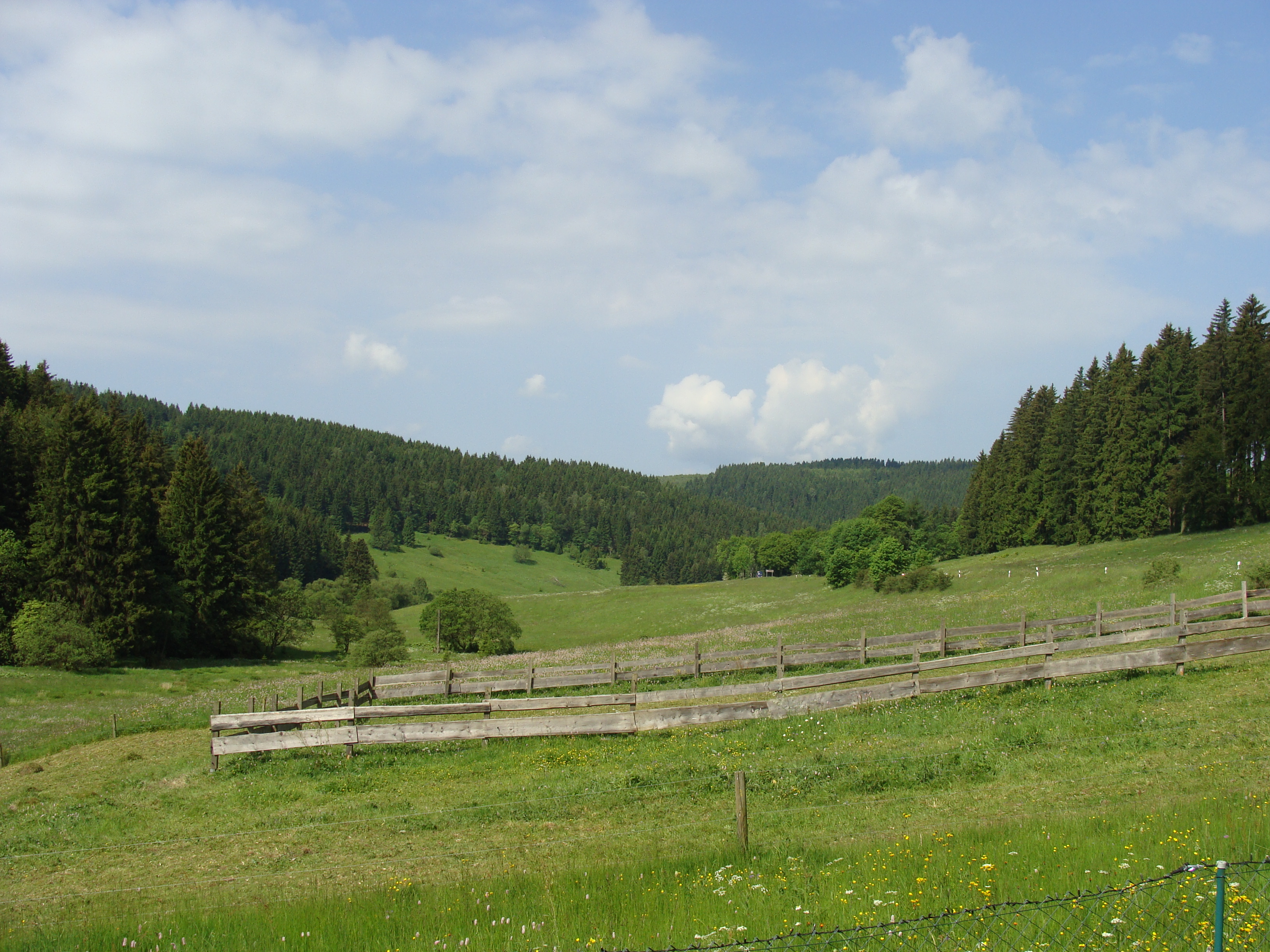
Kanzlersgrund oberhalb von Oberschönau

Der Kanzlersgrund ist das Kerbsohlental des Schwarza-Oberlaufes Haselbach im Thüringer Wald im Landkreis Schmalkalden-Meiningen, an der Gemarkungsgrenze von Oberschönau und Steinbach-Hallenberg.

## Geografie
Zwischen dem Nordwesthang des 904 m hohen Schützenbergs und dem Südosthang des 832,4 m hohen Dürren Kopfs, beide südwestlich Oberhofs,  zieht sich der Grund 7,82 km nach Westsüdwesten und macht südlich des Hohen Steins (860 m) eine Kurve Richtung Nordwesten bis Oberschönau.
Dabei trennt er den bis zu 890 m hohen Hauptkamm des Thüringer Waldes am Rennsteig im Norden von den stärker in Einzelberge aufgelösten Erhebungen der südlicheren Bergkette mit Gebranntem Stein (897 m), Ruppberg (866 m) und Großem Hermannsberg (867 m).

## Name
Der Namensteil „Kanzler“ ist vom Canzelsberg abgeleitet. Schon 1585 wurde in der oberen Schönau eine Mühle mit der Bezeichnung „Canzlarsmuhel“ erwähnt.

## Verkehr

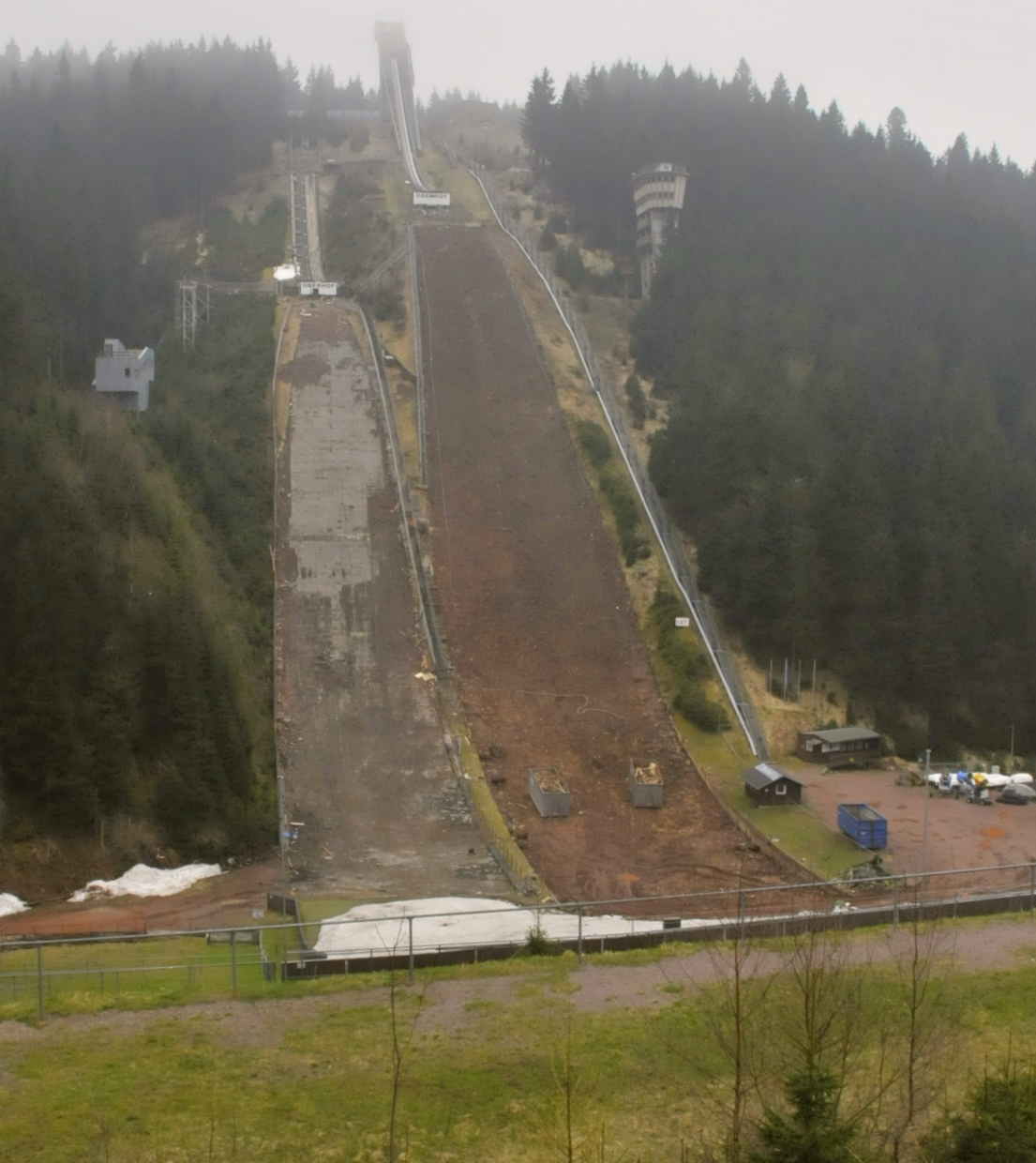
Skisprunganlage Hans-Renner-Schanze während Renovierungsarbeiten im Mai 2013

Durch das Tal verläuft die L 1128 von Oberhof über Ober- und Unterschönau nach Steinbach-Hallenberg.

## Haselbach
Durch das Tal fließt der Haselbach, der sich etwa 500 m südlich des Grenzadlers durch den Zusammenfluss eines Baches mit dem Haselborn bildet. Nach etwa 1,5 km nimmt er den links einmündenden Radelsgraben-Bach auf, der im Tal zwischen Schützenberg und Gebrannter Stein verläuft. Nur 360 m weiter kommt von rechts der Falkengraben, der sich zwischen Dürrer Kopf und Jägerhauskopf ins Tal des Haselbachs schlängelt. Ein weiterer rechter Zufluss ist der Kohlenbach, der gegenüber dem Waldhaus Kanzlersgrund, einer altbekannten Waldgaststätte, den Haselbach verstärkt. Zwischen dieser Einmündung und Oberschönau finden noch zahlreiche, meist kleinere und namenlose Bäche ihr Ziel im Haselbach. Der letzte Zufluss des Haselbachs im Kanzlersgrund ist der von rechts zufließende Kienbach in Oberschönau.

## Sonstiges
Im Kanzlersgrund befindet sich die Skisprunganlage Schanzenanlage im Kanzlersgrund.